# Xerath
Xerath est un groupe britannique de heavy metal, originaire d'Angleterre, actif entre 2007 et 2017.

## Biographie
Le groupe est formé en 2007, en Angleterre, par le guitariste Andy Phillips, le batteur Michael Pitman et le bassiste et guitariste Owain Williams, rejoints plus tard par le chanteur Richard Thomson. Il commence en une sorte d'expérience combinant un metal extrême, avec notamment des riffs de guitare syncopés, et des orchestrations de musiques de film donnant un côté épique. Le groupe signe en 2008 avec Candlelight Records (connu pour avoir produit des groupes comme Emperor et Opeth) et sort son premier album, I (One), le 11 avril 2009. Le groupe le décrit comme étant du « groove metal orchestral » ; il reçoit un bon accueil de la part de la presse spécialisée.
Leur deuxième album, II (Two), est publié le 3 mai 2011, également au label Candlelight Records. Il est enregistré aux studios Foel en Angleterre. La pochette est réalisée par Colin Marks. Il obtient un accueil favorable de la part des critiques, avec par exemple 3 sur 5 sur AllMusic. Le site No Clean Singing considère cet album comme l'un des deux meilleurs albums de metal du début d'année 2011 (au 19 mai). Leur troisième album, III (Three), est publié le 15 septembre 2014, encore une fois au label Candlelight Records,. Le groupe acte sa séparation au début de 2017.

## Style musical et influences
Le groupe officie dans un style mélangeant metal progressif, metal symphonique, groove metal, et death metal. Leur musique est caractérisée par la présence de riffs de guitare polyrythmiques, ainsi que d'éléments symphoniques. Le chant est principalement un chant hurlé assez aigu. Le style musical du groupe fait usage d'éléments orchestraux, et également d'éléments progressifs à la Meshuggah. Leur musique peut aussi être classée dans le mouvement djent.
Xerath cite comme influences principales des groupes tels que Meshuggah, Strapping Young Lad, Dimmu Borgir ou encore Opeth, ainsi que les musiques de films orchestrales[réf. nécessaire].

## Membres

### Derniers membres
- Conor McGouran – guitare
- Michael Pitman – batterie
- Richard Thomson – chant
- Steve Woodcock – basse

### Anciens membres
- Andy Phillips - guitare
- Owain Williams – guitare